# Shusha Guppy
Shusha Guppy, född Shamsi Assār den 24 december 1935 i Teheran, Kejsardömet Iran, död den 21 mars 2008 i London, var en iransk författare, tidskriftsredaktör och sångare.
Guppy var dotter till teologen och filosofen ayatolla Sayyed Mohammad-Kāzem Assār, och växte upp i Iran, innan hon som tonåring sändes till Paris för att studera på Sorbonne. Hon gifte sig med författaren och upptäckaren Nicholas Guppy 1961, och flyttade till London med honom. De fick två barn tillsammans, innan de skilde sig 1976.
Guppy har gett ut ett tiotal musikalbum med persisk och västerländsk folkmusik, var Londonredaktör för litteraturtidskriften The Paris Review under tjugo år, och debuterade som författare 1988 med The Blindfold Horse: Memories of a Persian Childhood (1988; på svenska "Hästen med förbundna ögon: Persiska barndomsminnen", 1990). Boken, som handlar om Guppys barndom i Iran, togs emot väl och vann flera priser. Hon har sedan dess gett ut flera böcker.